# Чжу Чанло
Чжу Чанло (кит.: 朱常洛; піньїнь: Zhu Changluo), храмове ім'я Гуанцзун (кит.: 光宗; піньїнь: Guāngzōng; 28 серпня 1582 — 26 вересня 1620) — чотирнадцятий імператор династії Мін. Девіз правління — Тайчан (Велике Процвітання).

## Життєпис
Народився 28 серпня 1582 року в родині імператора Чжу Їцзюня. Здобув гарну освіту. Тривалий час змушений був протистояти бажанню батька зробити спадкоємцем трону іншого сина Чжу Чансуня. Втім у жовтні 1601 року група Чжу Чанло перемогла — імператор призначив Чанло спадкоємцем трону. У 1615 році на нього було скоєно замах, який було організовано імператрицею Чжен. Втім Чанло вдалося врятуватися.
Чжу Чанло перебрав владу після смерті батька у 1620 році. Відразу після ступу на трон здійснив призначення на вільні на той момент посади, чого попередник не робив роками. Водночас зміцнив війська, що охороняли північні кордони імперії, видав їм як винагороду 2 млн фунтів срібла. Було скасовані обтяжні податки й мита. Адміністративні посади почали заповнюватися представниками партії Дунлінь, прихильником якої був новий імператор.
Але на троні він пробув всього один місяць, оскільки був отруєний своїми недоброзичливцями в результаті придворних інтриг деяких представників роду Чжу, а також євнухів, чию владу Чанло намагався суттєво обмежити. Цей епізод увійшов в історію Китаю як «отруєння червоною пігулкою».